# Kelvin Mateus de Oliveira
Kelvin Mateus de Oliveira, ou simplesmente Kelvin (Curitiba, 1 de junho de 1993), é um futebolista brasileiro que atua como ponta.

## Carreira

### Paraná
Destaque nas categorias de base do Paraná, onde atuou dos 9 aos 17 anos, Kelvin estreou na equipe principal paranista no dia 12 de outubro de 2010, contra o Guaratinguetá, entrando aos 41 minutos do segundo tempo, e anotando o seu primeiro gol como profissional, logo em sua estreia, com apenas 17 anos. O gol deu números finais a vitória da equipe curitibana por 2–0, no Ninho da Garça, válida pela Série B do Campeonato Brasileiro.
Seguidas boas atuações na competição, fizeram com que o jovem jogador recebesse a camisa "10" da equipe, e fosse considerado pelo técnico Dorival Júnior (que na época treinava o Atlético Mineiro) como uma das grandes promessas do futebol brasileiro para 2011.

### FC Porto
Em junho de 2011, o FC Porto, que já havia demonstrado interesse no jogador, comprou Kelvin por algo em torno de 2 milhões de euros (cerca de 4,6 milhões de reais), emprestando-o imediatamente para o Rio Ave FC para adquirir mais experiência atuando no futebol português.

### Rio Ave
Fez sua estreia na derrota por 1–0 para a Académica no Estádio Cidade de Coimbra, válida pela Liga ZON Sagres. Marcou seus dois primeiros gols em seu sétimo jogo pelo Rio Ave: uma vitória por 5–2, conquistada na prorrogação, sobre oUnião Desportiva Sousense no Estádio dos Arcos, válida pela Taça de Portugal. Anotou 2 gols em 27 partidas, foi destaque na equipe ao longo da temporada, retornando novamente ao Porto ao final da temporada.

### Retorno ao FC Porto
Ao fim da temporada 2011-12, Kelvin retornou para o Porto para ser aproveitado no elenco principal. Fez sua estreia pela equipe principal, novamente em uma partida contra a Académica, dessa vez em um triunfo por 2–1 no Estádio do Dragão, válido pela Liga. Em 7 de abril de 2013, o atacante marcou seus dois primeiros gols pela equipe principal do Porto; entrando aos 31 minutos da segunda etapa, diante do Braga, quando o placar estava empatado em 1–1, Kelvin marcou os dois gols que deram a vitória aos Dragões por 3–1, no Estádio do Dragão, válida pela Liga. Em 11 de maio de 2013, no Estádio do Dragão, o jogador marcou o gol mais importante de sua carreira até então, sendo esse, o gol da vitória por 2–1 sobre o Benfica, que permitiu ao Porto assumir a liderança da Liga, há uma rodada do final da competição. O Porto viria a sagrar-se tri-campeão nacional na rodada seguinte.
Kelvin obteve grande destaque ao final da temporada, sendo decisivo para a conquista do tri-campeonato, marcando 3 gols nos últimos 3 jogos, geralmente entrando como suplente.
Na temporada seguinte, Kelvin não obteve as mesmas oportunidades, atuando quase que somente na equipe B dos Dragões.

### Palmeiras
Em janeiro de 2015, Kelvin foi emprestado ao Palmeiras, por uma temporada. Devido a uma lesão, fez sua estreia pelo alviverde, somente em abril, entrando no segundo tempo da semifinal do Campeonato Paulista, contra o Corinthians, na Arena Corinthians. O jogo terminou com igualdade no placar em 2–2, o que levou a decisão para as penalidades. Kelvin cobrou uma das penalidades e converteu, ajudando sua equipe a sair com a vitória por 6–5, que a levou para a final da competição contra a equipe do Santos.
Marcou seu primeiro e único gol pelo Palmeiras, na goleada por 5–1 sobre o Sampaio Corrêa no Allianz Parque; goleada essa que classificou o Verdão para a 3ª fase da Copa do Brasil. Em 2 de dezembro de 2015, sagrou-se campeão da Copa do Brasil pela equipe palmeirense, na decisão contra o Santos. No Verdão, o atacante foi opção no banco de reservas na maior parte da temporada.

### São Paulo
Em fevereiro de 2016, o jogador foi emprestado ao São Paulo FC até o fim da temporada. Fez sua estreia no mesmo mês, novamente contra o Corinthians na Arena Corinthians em um jogo válido pelo Campeonato Paulista, porém dessa vez sua equipe saiu derrotada por 2–0. Marcou seu primeiro gol pelo Soberano, no mês seguinte, contra o Linense no Rio Pretão, o gol nos acréscimos da partida garantiu o empate em 1–1 para o São Paulo, válido pelo Paulistão. Na semana seguinte, marcou o seu primeiro gol em uma Copa Libertadores; o gol foi marcado no Morumbi, na goleada de 6–0 sobre o Trujillanos da Venezuela. Em setembro de 2016, Kelvin marcou o seu terceiro gol com a camisa do São Paulo. Foi também o terceiro gol da vitória por 3–1 sobre o Figueirense no, Morumbi, válida pelo Brasileirão.
No dia 5 de novembro de 2016, no primeiro tempo do clássico diante do Corinthians no Morumbi, válido pelo Brasileirão - clássico no qual o São Paulo sairia vencedor pelo placar de 4–0 - Kelvin sofreu um estiramento na coxa esquerda, que o deixou de fora do restante da temporada, nesta que foi a sua melhor temporada atuando no Brasil, sendo titular absoluto e importante principalmente na Copa Libertadores disputada pelo Tricolor do Morumbi.

### Vasco da Gama
Em fevereiro de 2017, Kelvin assinou empréstimo por um ano com o Vasco da Gama. Fez sua estreia no mesmo mês, em um triunfo vascaíno por 2–0 sobre o Santos-AP, na Arena das Dunas, válido pela Copa do Brasil.
Geralmente utilizado como suplente pelo técnico Cristóvão Borges, Kelvin passou a ser utilizado na equipe titular depois da chegada do treinador Milton Mendes.
No dia 7 de junho de 2017, logo no terceiro minuto de jogo, novamente diante do Corinthians, em partida válida pelo Brasileirão, Kelvin caiu de mau jeito durante uma disputa de bola, e sofreu uma lesão no ligamento cruzado anterior do joelho esquerdo, que o retirou de todo o restante da temporada. Em dezembro de 2017, o jogador renovou seu contrato com o clube carioca por mais um ano.
Após dez meses, voltou a jogar pelo Vasco, entrando nos minutos finais da partida contra o Cruzeiro, pela Copa Libertadores. Em 5 de maio, fez seu primeiro gol com a camisa cruzmaltina, além de ter dado uma assistência para Andrés Ríos na goleada por 4–1 sobre o América Mineiro. Ao longo do ano Kelvin ficou bastante tempo no banco de reservas, porém na reta final do Campeonato Brasileiro, Kelvin foi titular absoluto da equipe Vascaína. No final da temporada, o contrato de Kelvin com o Vasco não foi renovado, encerrando assim a sua passagem pelo Cruzmaltino.

### Novo Retorno ao FC Porto
Após empréstimo para o Vasco, Kelvin retornou ao clube português, para jogar pela equipe B.
No dia 3 de abril de 2019 o FC Porto e o jogador chegaram a um acordo e seu contrato foi rescindido.

### Fluminense
Após passar nos exames, em abril de 2019, o jogador foi confirmado pelo Fluminense até o final da temporada.

### Coritiba
Após rescindir com o Fluminense, fechou com o Coritiba para o resto da temporada.

### Avai
Em fevereiro de 2020, acertou com o Avaí.

### FC Ryukyu
Em junho de 2022, acertou com o FC Ryukyu, da segunda divisão do futebol japonês.

### Remo
Em janeiro de 2024, Kelvin chegou ao Remo. Após uma temporada com inconsistências, o jogador conquistou o acesso à Segundona e encerra a temporada pelo clube com 34 jogos e nenhum gol marcado.

## Seleção Brasileira
Sendo titular, foi campeão do Torneio Internacional da China em 2014 com a Seleção Brasileira Sub-21.

## Estatísticas
Até 11 de maio de 2019.
| Clube             | Temporada         | Campeonato nacional | Campeonato nacional | Copa nacional[a] | Copa nacional[a] | Competições internacionais[b] | Competições internacionais[b] | Outros torneios[c] | Outros torneios[c] | Total | Total |
| Clube             | Temporada         | Jogos               | Gols                | Jogos            | Gols             | Jogos                         | Gols                          | Jogos              | Gols               | Jogos | Gols  |
| ----------------- | ----------------- | ------------------- | ------------------- | ---------------- | ---------------- | ----------------------------- | ----------------------------- | ------------------ | ------------------ | ----- | ----- |
| Paraná            | 2010              | 11                  | 2                   | —                | —                | —                             | —                             | —                  | —                  | 11    | 2     |
| Paraná            | 2011              | 4                   | 1                   | 4                | 2                | —                             | —                             | 7                  | 1                  | 15    | 4     |
| Paraná            | Total             | 15                  | 3                   | 4                | 2                | —                             | —                             | 7                  | 1                  | 26    | 6     |
| Rio Ave           | 2011-12           | 22                  | 0                   | 5                | 2                | —                             | —                             | —                  | —                  | 27    | 2     |
| Rio Ave           | Total             | 22                  | 0                   | 5                | 2                | —                             | —                             | —                  | —                  | 27    | 2     |
| FC Porto          | 2012-13           | 21                  | 5                   | 4                | 0                | —                             | —                             | —                  | —                  | 25    | 5     |
| FC Porto          | 2013-14           | 17                  | 0                   | 4                | 1                | 1                             | 0                             | 1                  | 0                  | 23    | 1     |
| FC Porto          | 2014-15           | 7                   | 2                   | —                | —                | 1                             | 0                             | –                  | –                  | 8     | 2     |
| FC Porto          | Total             | 45                  | 7                   | 8                | 1                | 2                             | 0                             | 1                  | 0                  | 56    | 8     |
| Palmeiras         | 2015              | 16                  | 0                   | 5                | 1                | —                             | —                             | 2                  | 0                  | 23    | 1     |
| Palmeiras         | Total             | 16                  | 0                   | 5                | 1                | —                             | —                             | 2                  | 0                  | 23    | 1     |
| São Paulo         | 2016              | 27                  | 1                   | 2                | 0                | 8                             | 1                             | 6                  | 1                  | 43    | 3     |
| São Paulo         | Total             | 27                  | 1                   | 2                | 0                | 8                             | 1                             | 6                  | 1                  | 43    | 3     |
| Vasco da Gama     | 2017              | 5                   | 0                   | 4                | 0                | —                             | —                             | 6                  | 0                  | 15    | 0     |
| Vasco da Gama     | 2018              | 19                  | 1                   | 2                | 0                | 3                             | 0                             | —                  | —                  | 25    | 1     |
| Vasco da Gama     | Total             | 24                  | 1                   | 6                | 0                | 3                             | 0                             | 6                  | 0                  | 39    | 1     |
| Fluminense        | 2019              | 1                   | 0                   | 0                | 0                | 0                             | 0                             | —                  | —                  | 1     | 0     |
| Fluminense        | Total             | 1                   | 0                   | 0                | 0                | 0                             | 0                             | —                  | —                  | 1     | 0     |
| Total na carreira | Total na carreira | 150                 | 12                  | 30               | 6                | 13                            | 1                             | 22                 | 2                  | 215   | 21    |

- a. ^ Jogos da Copa do Brasil e Taça de Portugal
- b. ^ Jogos da Liga dos Campeões da UEFA, Liga Europa da UEFA e Copa Libertadores da América
- c. ^ Jogos de Campeonatos estaduais e Torneios amistosos

## Títulos
Porto
- Primeira Liga: 2012–13
- Supertaça Cândido de Oliveira: 2012, 2013

Palmeiras
- Copa do Brasil: 2015

Vasco da Gama
- Taça Rio: 2017

Seleção Brasileira (Sub-21)
- Torneio Internacional da China: 2014